# أورفانت

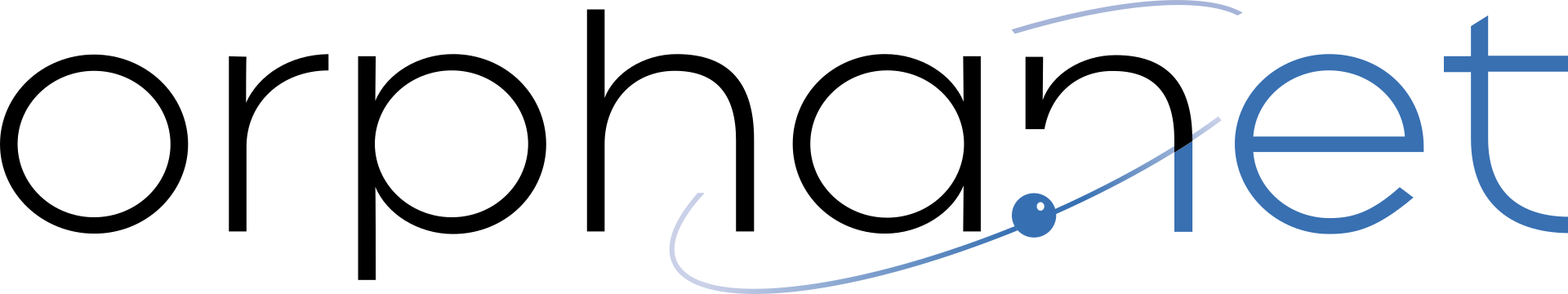
شعار الموقع

 أورفانت (بالإنجليزية: Orphanet أو Orpha.net)‏ هو موقع إلكتروني يوفر معلومات حول الأدوية اليتيمة والأمراض النادرة سواء كانت وراثية أو مناعية أو معدية ويوفر معلومات تشخيص وعلاج تلك الأمراض. كما يوفر المعلومات للمختصين الصحيين من الأطباء والمنظمات والباحثين والمصنعين وكذلك المرضى وعوائلهم. يدار المواقع من مكتب في باريس، أما دوريته الطبية فهي دورية أورفانت للأمراض النادرة (Orphanet Journal of Rare Diseases) فهي تنشر في موقع بايومد سنترال.
أنشأ الموقع وزارة الصحة الفرنسية والمعهد الوطني للصحة والبحوث الطبية (INSERM) يوم 1 كانون الثاني 1997 باللغة الفرنسية. ويتوفر الموقع حاليا بعدة لغات هي الإنكليزية والفرنسية والألمانية والإيطالية والإسبانية والبرتغالية والهولندية ويدار من قبل مجموعة من الدول الأوروبية تحت قيادة فرنسية وتمويل من الاتحاد الأوروبي.
كما تتوفر تطبيقات أورفانت خاصة بالأجهزة الذكية التي تعمل بنظامي أندرويد وآي أو إس.

## روابط خارجية
- الموقع الرسمي
 - نسخة الموقع باللغة الإنكليزية
- Orphanet Journal of Rare Diseases - موقع المجلة